# Дом Спортова
Дом Спортова (хорв. Dom Sportova) — спортивная арена в Загребе, Хорватия.

## История
Здание было построено в 1972 году в западной части Загреба (район Трешневка). Площадь здания — 32 тысячи квадратных метров. Вместимость варьируется от 3100 до 6400 мест.
Арена используется для проведения спортивных соревнований и культурных мероприятий, а также является главной ареной для проведения теннисного турнира PBZ Zagreb Indoors.
В ходе Загребского землетрясения 2020 года серьёзно пострадала крыша стадиона, вследствие чего городскими властями в 2025 году была начата её реконструкция стоимостью около 70 000 000 евро.

## Соревнования
- Финал чемпионата Европы по баскетболу 1989 года, в которой сборная Югославии выиграла золотую медаль.
- Чемпионат Европы по гандболу среди мужчин 2000
- Чемпионат Европы по фигурному катанию 2008
- Чемпионат Европы по фигурному катанию 2013

### Хоккей
- Континентальный кубок по хоккею с шайбой 2003/2004
- Группа A второго дивизиона чемпионата мира по хоккею с шайбой 2005
- Второй дивизион чемпионата мира по хоккею с шайбой среди молодёжных команд 2019. Группа В.